# Tierra Bonita (Teksas)
Tierra Bonita je naseljeno mjesto za statističke potrebe u američkoj saveznoj državi Teksas. Prema popisu stanovništva iz 2010. u njemu je živjelo 141 stanovnika.